# Mebae
mebae（めばえ、1979年 - ）は、日本のイラストレーター、漫画家、アニメーター。北海道出身、北海道教育大学美術科卒業。本名及び、一部アニメーターとしての名義は広島 祐介（ひろしま ゆうすけ）。札幌市のアニメーション制作集団ピコグラフのメンバーの一人であり、村上隆が代表取締役を務める有限会社カイカイキキが札幌市にて開いたアニメスタジオ「ポンコタン」の作画監督でもある。
アニメーション作家の宇木敦哉、漫画家の市川春子は大学の同じ研究室の出身。

## 作品リスト

### イラスト
- AURA 〜魔竜院光牙最後の闘い〜（著：田中ロミオ、ガガガ文庫、2008年7月） - イラスト
- GENEZ（著：深見真、富士見ファンタジア文庫、2009年5月 - 2013年2月） - イラスト
- アップルジャック（著：小竹清彦、幻狼ファンタジアノベルス、2009年8月 - ） - イラスト
- シュガーダーク（著：新井円侍、角川スニーカー文庫、2009年12月 - ） - イラスト
- 月見月理解の探偵殺人（著：明月千里、GA文庫、2009年12月 - 2011年6月） - イラスト
- 神戯（著：神世希、Powers BOX、2010年12月 - ） - イラスト
- メガクルイデア（著：十文字青、幻狼ファンタジアノベルス、2011年1月） - イラスト
- 新訳 ピーター・パン（著：ジェームス・マシュー・バリー、訳：河合祥一郎、角川つばさ文庫、2012年1月） - イラスト
- メディアの仕組み（著：池上彰・津田大介、夜間飛行、2013年7月） - 装画
- 罵倒少女（KADOKAWA / アスキー・メディアワークス、2016年8月） - イラスト
- Billie Eilish - you should see me in a crown

### 漫画
NONSCALE（2012年3月発売、ワニマガジン社、ISBN 978-4862691958）
- ノンスケール（季刊GELATIN2009なつ）
- スケールモデル1（季刊GELATIN2010なつ）
- スケールモデル2（季刊GELATIN2010あき）
- お兄ちゃんお兄ちゃん詐欺（季刊GELATIN2009あき）
- 温めますか?（季刊GELATIN2010ふゆ）
- 夢みるプラリネちゃん（季刊GELATIN2011ふゆ）
- カラコルム女学院（季刊GELATIN2011はる）
- 暗闇の中でケモノ（なつひめ2011 SUMMER）
- むちうちうちゅう（ふゆひめ2012 WINTER）

単行本未収録
- 忌野律は蝶の羽ばたき（JC.COM第11号 - 第12号）

### アニメ
広島祐介名義
- Garden（自主制作、2003年）
- 百々（自主制作・卒業制作作品、2005年）
- 地獄少女（スタジオディーン、2005年） - 第1話原画
- 創聖のアクエリオン（サテライト、2005年） - 第23話原画
- OVA マリア様がみてる 3rdシーズン（スタジオディーン、2006年） - 第1話、第2話、第3話原画
- プリンセス・プリンセス（スタジオディーン、2006年） - OP、第5話、第10話原画
- ひぐらしのなく頃に解（スタジオディーン、2007年） - 第1話、第8話原画
- 逮捕しちゃうぞ フルスロットル（スタジオディーン、2007年） - 第1話原画
- しゅごキャラ!（サテライト、2008年） - 第17話原画
- マリア様がみてる 4thシーズン（スタジオディーン、2009年） - 第13話原画

mebae名義
- センコロール（アニプレックス・動画革命東京、2009年） - 制作協力
- TAILENDERS（ピコグラフ・動画革命東京、2009年） - 原画、他
- ブラック★ロックシューター（Ordet、2010年） - 原画
- シックスハートプリンセス（カイカイキキ、2010年） - キャラクターデザイン
- C（竜の子プロダクション、2011年） - キャラクターデザイン
- ギルティクラウン（プロダクションI.G 6課、2011年） - 第9話エンドカードイラスト
- 問題児たちが異世界から来るそうですよ?（ディオメディア、2013年） - 第2話エンドカードイラスト
- シックスハートプリンセス（STUDIO PONCOTAN・カイカイキキ、2016年） - パイロット版絵コンテ
- 機動戦士Gundam GQuuuuuuX（サンライズ・スタジオカラー、2025年） - デザインワークス[1]

### ゲーム
- レントヘッド（ピコグラフ、2012年） - キャラクターデザイン

### コマーシャル
広島祐介名義
- PIVOT DO BAZAR（2003年）
- もんすけ世界バレー（北海道放送、2006年）